# Goniothalamus wynaadensis
Goniothalamus wynaadensis (Bedd.) Bedd. – gatunek rośliny z rodziny flaszowcowatych (Annonaceae Juss.). Występuje naturalnie w Indiach – w stanie Kerala. 

## Morfologia
PokrójZimozielone małe drzewo lub krzew dorastające do 3–5 m wysokości. Młode pędy są owłosione.
LiścieMają kształt od podłużnego do podłużnie lancetowatego. Mierzą 10–24 cm długości oraz 3–5,5 cm szerokości. Są skórzaste. Nasada liścia jest klinowa. Blaszka liściowa jest o spiczastym wierzchołku. Ogonek liściowy jest nagi i dorasta do 6–8 mm długości.
KwiatySą pojedyncze, rozwijają się w kątach pędów. Mają zielonożółtawą barwę. Mierzą 15 mm długości. Działki kielicha mają prawie okrągły kształt, są owłosione od wewnętrznej strony i dorastają do 4–5 mm długości. Płatki mają owalny lub trójkątny kształt i osiągają do 7–20 mm długości. Kwiaty mają owłosione owocolistki o podłużnym kształcie i długości 4 mm.
OwocePojedyncze mają kształt od eliptycznego do podłużnego, zebrane w owoc zbiorowy. Osiągają 12–15 mm długości.

## Biologia i ekologia
Rośnie w wiecznie zielonych lasach. Kwitnie od stycznia do lipca, natomiast owoce dojrzewają od sierpnia do listopada.